# Prisma (horloge)

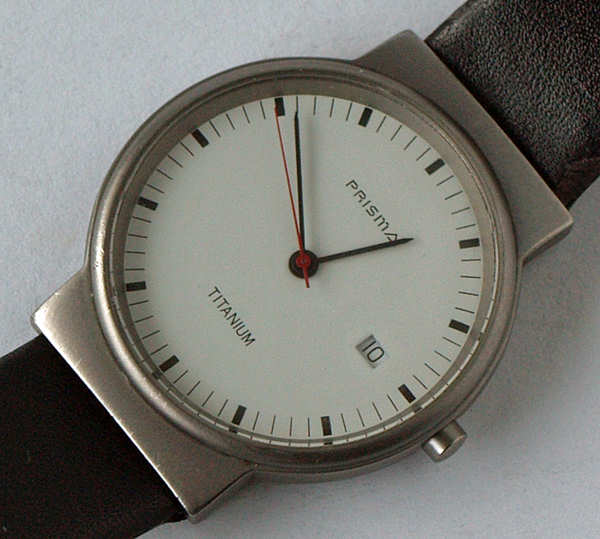
Prisma herenhorloge

Prisma is een Nederlands horlogemerk.
In 1948 werd het merk in Nederland geïntroduceerd. De nu niet meer bestaande groothandel Jansen Post & Cocx organiseerde daarvoor eerst een prijsvraag, waarbij een naam bedacht kon worden.
In tegenstelling tot bij veel bekende merken zoals Casio of Bulova worden Prisma-horloges ontworpen in Nederland en vervolgens gefabriceerd in hoogwaardige productiefaciliteiten in het Verre Oosten. Natuurlijk wordt op de wijzerplaat het merk Prisma aangebracht.
Prisma is een internationaal bekend horlogemerk dat ook in het buitenland wordt verkocht, al is de grootste afzetmarkt nog wel Nederland.
Voor promotie van het merk heeft Prisma een contract gehad met de Nederlandse presentatrice Irene Moors. Dit gold zowel voor de collectie als geheel, als voor haar "eigen" horloge dat door het bedrijf en de presentatrice samen was ontwikkeld. Een deel van de opbrengsten van dit horloge ging naar een door Moors gekozen goed doel: het Rode Kruis.
Nadat de groothandel die het eigen merk Prisma verkocht begin 2014 failliet is gegaan is de merknaam overgenomen door een andere partij.